# نیتتا، سوئد
نیتتا (به سوئدی: Nitta) یک منطقهٔ مسکونی در سوئد است که در بخش اولریسه‌هامن واقع شده‌است. نیتتا ۰٫۳۰ کیلومتر مربع مساحت و ۳۵۴ نفر جمعیت دارد.